# Trolejbusy w Saint-Malo
Trolejbusy w Saint-Malo − zlikwidowany system komunikacji trolejbusowej we francuskim mieście Saint-Malo, działający w latach 1948−1959.

## Historia
Pierwszy odcinek linii trolejbusowej został otwarty 10 lipca 1948. Od tego momentu linią trolejbusową zastępowano linię tramwajową. Ostateczną długość linia trolejbusowa osiągnęła w październiku 1949. Linię trolejbusową zlikwidowano i zastąpiono autobusami 30 września 1959.